# Acacia dacrydioides
Acacia dacrydioides é uma espécie de leguminosa do gênero Acacia, pertencente à família Fabaceae.